# Белан сир Урс
Белан сир Урс (фр. Belan-sur-Ource) насеље је и општина у источном делу централне Француске у региону Бургоња, у департману Златна обала која припада префектури Монбар.
По подацима из 2011. године у општини је живело 270 становника, а густина насељености је износила 13,21 становника/km². Општина се простире на површини од 20,44 km². Налази се на средњој надморској висини од 215 метара (максималној 338 m, а минималној 202 m).

## Демографија
| 1962. | 1968. | 1975. | 1982. | 1990. | 1999. | 2011. |
| ----- | ----- | ----- | ----- | ----- | ----- | ----- |
| 353   | 376   | 332   | 322   | 317   | 293   | 270   |

График промене броја становника у току последњих година